# فيصل صالح حياة
فيصل صالح حياة (بالأردوية: فیصل صالح حیات)‏ (بالإنجليزية: Faisal Saleh Hayat)‏ هو سياسي باكستاني، ولد في 21 يوليو 1952 في لاهور في باكستان.